# 是近敦之
是近 敦之（これちか あつし、1978年1月5日 - ）は、日本の俳優。神奈川県出身。よしもとクリエイティブ・エージェンシー所属。

## 来歴・人物
幼少期をプエルトリコで過ごす。スポーツ（特にサッカー、ムエタイ、水泳）堪能。
中央大学理工学部卒業
中央大学大学院理工学研究科中退
普通自動車、大型2輪免許、測量士補の資格を持つ。
映像製作、作詞、絵画などの創作活動にも興味を持つ。趣味として読書が挙げられる。また、英語が得意で殺陣も堪能。

## 出演

### テレビドラマ
- FNS27時間テレビ 東京物語（2002年7月、フジテレビ系）
- 日中友好30周年記念ドラマ 世紀末の晩鐘（2003年8月 - 9月、東方電視台・新聞娯楽チャンネル） - 小川啓二 役
- 仮面ライダー剣 第20・21話（2004年6月、テレビ朝日系） - 矢沢 役
- 産隆大學應援團（2005年2月 - 3月、フジテレビ） - 水谷翔 役
- 恋の時間（2005年10月23日 - 12月25日、TBS） - 森田淳平 役
- ハチミツとクローバー（2008年1月8日 - 3月18日、フジテレビ）
- セレブと貧乏太郎（2008年10月 - 12月、フジテレビ系） - 津田智彦 役
- パンダが町にやってくる（2008年11月 - 12月、MBS・TBS系）
- 龍馬伝（2010年1月 - 11月、NHK） - 千屋寅之助 役
- 示談交渉人 ゴタ消し 第1話（2011年1月、読売テレビ・日本テレビ系） - 裕太 役
- 土曜ワイド劇場 愛と死の境界線（2011年3月、テレビ朝日系） - 鈴木刑事 役
- 赤川次郎原作 毒<ポイズン>（2012年10月 - 12月、読売テレビ・日本テレビ系） - 本条透 役
- 家族ゲーム（2013年4月 - 6月、フジテレビ系） - 顧問 役
- 浅草下町通交番 子連れ巡査の捜査日誌2（2014年6月、TX水曜ミステリー9） - 猪瀬 役
- 金田一少年の事件簿N（neo） 第7話（2014年、日本テレビ） - 刑事 役
- 五つ星ツーリスト〜最高の旅、ご案内します!!〜 第1話（2015年1月、読売テレビ・日本テレビ系） - 松永太一 役
- 猫侍 玉之丞 江戸へ行く（2016年2月、独立局などの共同制作） - 北野 役
- 僕のヤバイ妻（2016年4月19日 - 6月14日、関西テレビ・フジテレビ） - 本郷係長 役
- ON 異常犯罪捜査官・藤堂比奈子（2016年7月12日 - 9月6日、関西テレビ・フジテレビ）
- ラブホ!（2017年4月 - 、フジテレビ）
- ぼくらの勇気 未満都市（2017年7月21日、日本テレビ）
- FINAL CUT（2018年1月9日 - 3月13日、関西テレビ･フジテレビ） - 海老沼 役
- 家政夫のミタゾノ 第1話（2018年4月20日、テレビ朝日） - 岡田秀一 役
- ラブリラン 第9話（2018年5月31日、読売テレビ） - 武田 役
- 中学聖日記 第1 - 5話（2018年10月9日 - 11月9日、 TBS） ‐ 入江信彦 役
- ラブホ! 第4話（2018年11月 - 12月、フジテレビ） - 沢田 役
- 左ききのエレン 第6話（2019年11月25日、MBS） - クリエイター 役
- ランチ合コン探偵〜恋とグルメと謎解きと〜 第9話（2020年3月5日） - 湯浅一 役
- 日暮里チャーリーズ 第3話（2020年8月2日 - 30日、ABCテレビ / 8月9日 - 、テレビ朝日系） - 鳥居 役
- 監察医朝顔 第13話（2021年2月8日、フジテレビ） -  不動産屋 役
- 青のSP—学校内警察・嶋田隆平— 第7話（2021年2月23日、フジテレビ、関西テレビ） -  石橋マネージャー 役
- シグナル 長期未解決事件捜査班 スペシャル（2021年3月30日、フジテレビ・関西テレビ）
- ナイト・ドクター（2021年9月13日、フジテレビ） - 永見直人　役
- アバランチ 第8話（2021年12月6日、関西テレビ・フジテレビ系）
- マイスモールランド（2022年3月24日、NHK BS1）- 警官 役
- BSよしもと開局記念ドラマ「ファーストステップ　世界をつなぐ愛のしるし」（2022年3月27日（日曜日）19時～20時、BSよしもと（265ch））
- 元彼の遺言状 第1話・第2話（2022年4月11日・18日、フジテレビ） - 柏原刑事 役
- 純愛ディソナンス 第4話（2022年8月4日、フジテレビ） - 編集者役
- 石子と羽男-そんなコトで訴えます?-第7話（2022年8月26日、TBS） - 舟木弁護士 役
- ブルーバースデー（2023年2月8日 - 、関西テレビ） - 先生 役
- アンチヒーロー 第3話（2024年4月28日、TBS） - 田沢 役[1]
- ブルーモーメント 第6話 - 第8話（2024年5月29日 - 6月12日、フジテレビ） - 上野雄介 役
- ギークス〜警察署の変人たち〜第6、9話（2024年7月4日 - 、フジテレビ） - 成田 役
- 海に眠るダイヤモンド（2024年10月20日 - 12月22日、TBS）[2]
- オクラ〜迷宮入り事件捜査〜 第3話（2024年10月22日、フジテレビ） - 牧原圭吾 役[3]
- 晩餐ブルース第6話（2025年2月26日 、テレビ東京） - 安井 役
- 聞き耳探偵　金田いち子（2025年3月29日 、BS朝日） - 麦島研吾 役

### 映画
- ヘアスタイル（2005年、監督：中島哲也）
- ピューと吹く！ジャガー THE MOVIE（2008年、監督：マッコイ斉藤） - ジュライ、アニソン 役
- カンナさん大成功です!（2008年、監督：井上晃一）
- Your Sound（2008年、監督：奥田寛、2008年度ショートショートフィルムフェスティバル・オーディエンスアワード受賞作品）
- 走り屋ZERO II-ストリート伝説-（2009年、監督：広瀬陽） - 神田一豊 役
- 笑う警官（2009年11月、監督：角川春樹） - 大森 役
- FLOWERS -フラワーズ-（2010年6月、監督：小泉徳宏）
- SP THE MOTION PICTURE「革命篇」（2011年3月、監督：波多野貴文）
- goldfish（2013年、監督：奥田寛、2013年度ショートショートフィルムフェスティバル） - 企画、脚本
- どうしても触れたくない（2014年5月、監督：天野千尋） - 元カレ 役
- Proぽーず（FOXムービープレミアム短編映画祭2015 優秀賞受賞作品 / 山形国際ムービーフェスティバル2017 入賞） - 出演、脚本、企画
- 日本で一番悪い奴ら（2016年6月25日、東映・日活）
- BENTHOS（2019年）
- マイスモールランド（2022年）
- 威風堂々〜奨学金って言い方やめてもらっていいですか?〜（2024年） - 川吉議員　役[4]

### オリジナルビデオ
- 子ぎつねヘレンとゆかいな仲間たち（2006年） - サーファー 役

### 舞台
- 桜月流美剱道 MUSASHI〜若き日の武蔵（2003年） - 佐々木小次郎 役
- ニンニクの心（2006年7月、シアターサンモール）- 桔梗 役
- 疚しいのはお前だけじゃない（2006年8月、中野・ザ・ポケット）
- サムライ〜若き獅子たち時を駆ける（2006年12月、青山ソーシャルクラブ） - 主演・土方歳三 役
- 産隆大學應援團 全国ツアー2007（2007年3月 - 10月、紀伊國屋サザンシアター 他）- 水谷翔 役
- 蛇姫様〜我が心の奈蛇（2009年2月、ル・テアトル銀座 他）
- ゼブラ（2009年6月、シアタークリエ） - 早川修 役
- カレーライフ（2011年5月、天王洲銀河劇場） - シミズ 役
  - 朗読劇 カレーライフ（2011年12月、サンシャイン劇場）- シミズ 役
- 衣川幻想-完全版-（2011年12月、東京グローブ座） - 不知火龍次 役
- たくらみと恋（2012年4月、中野HOPE） - 主演・フェルディナント 役
- Uovo Project vol.1「殻の中の晩餐会」（2012年4月、せんがわ劇場）
- 八犬伝（2012年8月、あうるすぽっと） - 主演・犬山道節 役
- ラブホ！（2013年1月、上野ストアハウス） - アキラ 役、企画
- Uovo Project vol.2「ツギハギの五線譜」（2013年7月、中目黒SPEAK FOR ANNEX）
- Uovo Live vol.3「四季者のリズム」（2014年1月、文化ファッションインキュベーション）
- OLei!! （2014年4月、スペース107） - 秋月銀之丞 役、企画
- しがらみの向こうに（2015年4月、劇小劇場） - 主演・中西恭一 役
- 巣（2015年10月、d-倉庫） - 赤池シュウジ 役、企画
- 岸を渡るは別の役をまといしあなた（2015年12月、神保町花月） - 企画
  - 命を弄ぶ男ふたり - 繃帯 役
  - 死体のある風景 - 演出

- Why it die（2016年3月、神保町花月） - 演出
- ぼくはだれ（2016年4月、小劇場B1） - 奥田警部補 役
- いつだってスリーボールツーストライク（2016年7月、神保町花月） - 演出
- Fakers Room（2016年12月、神保町花月） - 演出
- 熱血！ブラバン少女。（2017年3月、博多座） - 白垣 役
- 『是近敦之企画』幕ヲ引カセヌハ紫煙二燻ル己ノ聖痕（2017年6月14日 - 18日、神保町花月） - テラ 役、企画
- ミレニアム桃太郎（2017年8月23日 - 27日、東京芸術劇場シアターウエスト） - キジ 役
- ひとしずく（2017年10月12日 - 15日、神保町花月） - ヒロミ 役
- じぶんさがし（2018年4月25日 - 30日、赤坂REDTHEATER） - 佐々木良 役
- 付きまとう褐色（2018年11月7日 - 14日、浅草九劇）- 飯橋茂雄 役
- LiveUpCapsules 軽佻浮薄な謀反を起こせ（2019年5月22日 - 26日、サンモールスタジオ）- 主役　川島雄三 役
- 僕たちへ、ぬかるむ町（2019年7月24日 - 31日、小劇場B1 ）
- Takayuki Suzui Project Vol.5 OOPARTS「リ・リ・リストラ～仁義ある戦い・ハンバーガー代理戦争」（2019年8月 - 9月、サンシャイン劇場）- 北川 役
- 売春捜査官（2020年1月7日 - 12日、サンモールスタジオ） - 熊田留吉 役
- 風の市（2021年9月23日 - 26日、サンモールスタジオ） - 堀口刑事 役
- May×激団リジョロ合同公演タンデム・ボーダー・バード 쉰다리(スィンダリ)（2022年1月27日 - 31日、ザムザ阿佐ヶ谷） - スチャン　スンファン 役
- 激団リジョロ第36回公演SLEAP （2022年6月30日 - 7月4日、阿佐ヶ谷シアターシャイン） - 冬彦、右京、総督 役
- LiveUpCapsules 彼の男十字路に身を置かんとす再々演　（2023年4月10日 - 16日、シアターサンモール、2023年4月20日-23日、神戸ポートオアシス）- 田宮嘉右衞門 役
- ISAWO BOOKSTORE vol.7あなたはわたしに死を与えた-トリカブト殺人事件- （2023年11月8日 - 11月12日、下北沢小劇場B1） - カミヤユタカ　役
- 激団リジョロ創立25周年記念 第37回公演ライダー（2024年4月12日 - 21日、阿佐ヶ谷シアターシャイン）サニー　役[5]
- 父との夏（2024年7月31日 - 8月6日、ザ・ポケット）野川哲夫　役[6]

### CM
- サントリー天然水 南アルプス『花嫁』編（2010年） - 新郎 役
- Dyson Pure Cool 空気清浄ファン WebCM（2018年）
- HiKOKI コードレス冷温庫　WebCM（2021年）
- BESV ebike PSA1　WebCM（2022年）
- 味の素 味の素kkおかゆ　『いいかも、おかゆ』編　CM（2022年）
- メディカルラボメディカルラボ『無料体験授業』 編（2022年）
- SBI損保 SBI損保の自動車保険　『ずっと割引が続く』編『頼りになる』編　CM（2023年）
- アイリスオーヤマ 節電ソリューション『スーパーマーケット』編『オフィス』編　CM（2023年）
- IKEA それぞれちがって、いい収納『TOROFAST/トロファスト』編　CM（2023年）
- freee やさしい会計ソフトは、freee　CM（2024年）
- 三井住友海上　自動車保険　CM（2024年）
- BYD ありかも、BYD!安全、信頼編　CM（2024年）
- ロート製薬 リグロEX5　CM（2025年）

### 縦型ショート動画
- 飛べない恋とふたご座の君（2024年12月30日〜 、FANY:D） - 北田ゴウ 役
- 侵略者は家族のふりをする（2025年5月1日〜 、FANY:D） - 安村聖也 役

### スチール
- インプレッサスポーツ WEB・カタログ（2015年）

### PV
- light showers（2017年）